# 板東英二金曜生BAN BAN
板東英二金曜生BAN BAN（ばんどうえいじ きんようなまばんばん）は、毎日放送ラジオ（MBSラジオ）で1996年4月から2009年3月27日まで放送されていた生ワイド番組。板東英二の冠番組の1つで、『それゆけ金曜!! 板東英二』の後継番組および、『板東英二のおばあちゃんと話そう』の母体番組に当たる。

## 概要
投手として高校野球とプロ野球（中日ドラゴンズ）で名を馳せた後に、野球評論家・タレント・俳優として幅広く活動している板東英二が、世の中の問題からスポーツの話題まで、生放送ならではのトークで番組を盛り上げた。
『それゆけ金曜!! 板東英二』の人気コーナーだった「おばあちゃんと話そう」（板東が自身より高齢の女性から身の上話を訊く企画）を、当番組でも継承。当初は、「おばあちゃん」（板東より高齢の女性）の家族が「おばあちゃん」に内緒で応募する方法を取っていたため、出演することが決まった「おばあちゃん」本人には生放送中に板東から電話が掛かるまでその旨を知らせない趣向を講じていた。2000年代に入ってから「振り込め詐欺」が横行していることを背景に、リスナーからの指摘や警察からの指導などを受けた結果、上記の趣向を変更。出演の決まった「おばあちゃん」が振り込め詐欺と誤解する事態を防ぐべく、番組スタッフが「おばあちゃん」に出演の旨をあらかじめ知らせるようになった。
その一方で、板東は1999年10月から、毎週木曜日に『ちちんぷいぷい』（当番組と放送時間の重なる毎日放送テレビ平日午後の生放送番組）へレギュラーで出演。石田英司（毎日放送報道局元・社会部デスク）が担当するニュース解説が好評を博していたことを受けて、2000年代に入ってからは、当番組でも石田によるニュース解説のコーナーをレギュラーで放送した。コーナーのタイトルは特になく、石田は当時『ちちんぷいぷい』の全曜日に出演していたことから、当該コーナーのみ事前収録で対応していた。
毎日放送テレビ（MBSテレビ）の制作・『ちちんぷいぷい』からの派生番組で、板東をMCに起用した生中継主体のTBS系列全国ネット番組『バンバンバン』が2009年4月3日から毎週金曜日の13:55 - 14:55に放送されることを受けて、前週（3月27日）で放送を終了。4月3日からは、『ノムラでノムラだ』（当番組と同じ時間帯で月 - 木曜日に放送されていた生ワイド番組）を『ノムラでノムラだ♪ EXトラ!』と改題したうえで、当番組の放送枠を引き継いだ。その一方で、「おばあちゃんと話そう」は『板東英二のおばあちゃんと話そう』という事前収録の単独番組として、毎週日曜日にレギュラー放送を継続。当初は放送枠を夕方（17:00 - 17:25）に編成していたが、板東の不祥事に伴う中断期間を経て、2014年10月5日から2020年9月27日まで早朝（6:20 - 6:45）に放送している。

## 放送時間
- 1996年4月 - 2005年3月18日　毎週金曜日14:00 - 15:37
  - 板東は、1996年4月から1998年9月まで、関西テレビで『板東・八方ヨジキンTV』（毎週金曜日夕方の生放送番組）の司会を月亭八方と共同で担当。同番組は1997年3月まで16:00 - 18:00、以降は15:55 - 17:54に放送されていた。もっとも、毎日放送・関西テレビともスタジオのある本社が大阪市北区内に近距離で所在することから、板東は当番組の本番を終えると関西テレビの本社スタジオへ直行していた。
- 2005年4月8日 - 2009年3月27日　毎週金曜日15:45 - 17:15
  - 月 - 木曜日の午後に放送されていた『こんちわコンちゃんお昼ですよ!』が金曜日にも編成されることに伴って、放送枠を移動・繰り下げ。

放送期間中を通じて、17:05頃に『ネットワークTODAY』（JRN全国ニュース）の金曜分を内包。毎日放送は企画ネット方式で本編を独自に制作していたため、2009年7月までは基本として松井昭憲（出演期間中は同局の専属パーソナリティで元・アナウンサー）のみ、以降は同局のアナウンサーがシフト勤務の一環で担当していた。当番組の終了後も、『ノムラでノムラだ♪ EXトラ!』の金曜放送分（2011年3月まで編成）をはじめ、自社制作の生ワイド番組内で全曜日を通じて企画ネットを継続している。

## 出演者
- 板東英二
- 沢田尚子
- リリアン
- 石田英司（事前収録のニュース解説コーナーにのみ出演）
- この他にも、「ここだけタイガース情報」（阪神タイガース関連の情報・解説コーナー）に毎日放送のプロ野球解説者が週替わりで出演していた。

## 主なコーナー
- おばあちゃんと話そう
- ノンストップゲームリターンズ
- BAN BAN繁盛記
- BAN BAN経済セミナー
- いちばん好きな歌
- ここだけタイガース情報
- 板東宮殿 ハイ何枚?（リスナーからの投稿コーナー）
- 英会話
- MBSニュース・お天気のお知らせ（16時台）
- MBS交通情報（15時台、16時台、17時台）
- ネットワークTODAY（17:05頃に企画ネット方式で放送）